# أوستن فريمان
أوستن فريمان (بالإنجليزية: Austin Freeman)‏ مواليد 6 مايو 1989 في ماريلند، هو لاعب كرة سلة أمريكي. بدأ مسيرته الاحترافية في سنة 2011. يبلغ طوله 6 قدم 3 بوصة (1.9 م).

## المسيرة الاحترافية
لعب مع أورلاندينا باسكيت في الدوري الإيطالي في موسم 2014–2015، ثم لعب مع فيرتوس روما في سنة 2015، ثم لعب مع فيولا ريدجو كالابريا في الدوري الإيطالي في موسم 2015–2016.

## روابط خارجية
- أوستن فريمان على موقع كرة السلة الأوروبية.كوم (الإنجليزية)
- أوستن فريمان على موقع DraftExpress.com (الإنجليزية)
- أوستن فريمان على موقع كلية كرة السلة في سبورتس رفرنس.كوم (الإنجليزية)
- أوستن فريمان على موقع ريلجم (الإنجليزية)
- أوستن فريمان على موقع بروبوليرز (الإنجليزية)
- أوستن فريمان على موقع سبورتس رفرنس (الإنجليزية)
- أوستن فريمان على موقع سبورتس رفرنس (الإنجليزية)